# Michaël Grunelius
Michaël Grunelius, né le 28 juin 1929 à Strasbourg et mort le 17 janvier 2013 à Sainte-Marguerite-sur-Mer, était un homme d'affaires et entrepreneur français, PDG de Manpower France de 1957 à 2001.

## Biographie
À partie de 1950, après son service militaire, Michaël Grunelius passe 7 années au Cameroun à chercher de l'or et d'étain dans une concession de 40 000 mètres carrés.
En 1956, Aaron Scheinfeld, fondateur de Manpower, se rend à Paris pour ouvrir une filiale en France. Par le biais d'Alfred Bloomingdale, il rencontre Michaël Grunelius qui est alors directeur général du Diners  Club France. Michaël Grunelius s'engage alors à lui trouver la bonne personne pour développer Manpower en France. Ne trouvant personne, il se proposa pour le poste, et se lança à mi-temps, en extra de son emploi actuel.
En 1957 (ou 1956 ?), Michaël Grunelius ouvre la première agence du groupe américain Manpower en Europe. L'agence ouvre ses portes 91 rue de Prony à Paris,. En 1960, il est rejoint à la tête de Manpower France par Albert Arweiler avec qui il travaillait au Cameroun. Dans le livre quu'il publie en 2003, Michaël Grunelius confesse avoir embauché des SDF dans la rue pour répondre à la forte demande du marché. 
Avec Laurent Négro (Bis) et Philippe Foriel-Destezet (Ecco), il est l'un des pionniers du travail temporaire en France. 
Michaël Grunelius a été à l’origine de nombreuses avancées sociales dans la profession : création de la première école de formation en secrétariat (1965), attribution d’une prime de fin de mission (1966), rémunération des congés payées dès la première heure travaillée (1967).
À partir de 1968, la maison-mère lui confie la restructuration de toute la filiale Europe dans laquelle 49 % des parts sont concédées à Michaël Grunelius.
L’une de ses initiatives les plus marquantes a consisté, en 1969, à signer avec la CGT un accord qui reconnaît le travail temporaire et légitime les avantages sociaux accordés aux intérimaires Manpower. Cet accord a largement influencé la première loi règlementant le travail temporaire en France (1972),.
Lorsqu'il quitte l'entreprise en 2001, Manpower France représente 4 milliards d'euros de chiffre d'affaires et dispose de près de 1 000 agences à travers le pays. C'est la première filiale dans le monde de Manpower, et elle réalise environ un tiers du chiffre d'affaires mondial du Groupe.
Il publie ses mémoires en 2003 sous le titre Du travail et des hommes : l'aventure de Manpower.

## Distinctions
- Officier de la Légion d'honneur (2008)[2]

## Publication
- Du travail et des hommes : l'aventure de Manpower, Éditions Perrin, 2003